# Il romanzo della Valle Felice
Il romanzo della Valle Felice (A Romance of Happy Valley) è un film muto del 1919 scritto, prodotto e diretto da David Wark Griffith. Aveva come protagonisti Robert Harron, George Fawcett, Lillian Gish.

## Trama
Il giovane John Logan junior lascia la valle dove è nato e ha vissuto per tentare la fortuna nella grande città, promettendo alla fidanzata di tornare entro un anno. In città, John trova lavoro in una fabbrica di giocattoli dove il padrone gli promette diecimila dollari se riuscirà a costruire una rana che può nuotare. A casa, Jennie, la sua fidanzata segna ogni giorno che passa.
Dopo sette anni, John finalmente torna a casa, senza essere riconosciuto. Affitta una camera nella casa dei suoi. Una notte, suo padre, strangolato dai debiti, prossimo a perdere la fattoria, decide di derubare l'uomo in camera di cui ha visto un rotolo di banconote. Tra i due vi è una lotta e Logan pensa di aver ucciso lo sconosciuto. La signora Logan si rende conto che il loro pensionante è il figlio. L'uomo che è stato attaccato è, invece, un rapinatore di banche che si nascondeva lì da loro. John riuscirà a salvare la fattoria, sposandosi poi con Jennie.

## Produzione
Il film fu prodotto dalla D.W. Griffith Productions.

## Distribuzione
Distribuito dalla Famous Players-Lasky Corporation e Artcraft Pictures Corporation, uscì nelle sale cinematografiche statunitensi dopo essere stato presentato in prima al Mark Strand Theatre di New York il 26 gennaio 1919. In Italia venne distribuito dalla Titanus.
La pellicola è stata considerata per anni un film perduto. Negli anni settanta, ne venne ritrovata una copia in Unione Sovietica.
Nel 1975, il film venne presentato alla Mostra di Venezia, nell'ambito della retrospettiva dedicata a David Wark Griffith ed al cinema muto americano.